# 도기 기마인물형 뿔잔
도기 기마인물형 뿔잔(陶器 騎馬人物形 角杯)은 대한민국 경상북도 경주시 국립경주박물관에 있는 삼국시대의 토기이다. 1993년 1월 15일 대한민국의 국보 제275호로 지정되었다.

## 개요
삼국시대 만들어진 것으로 생각되는 말을 타고 있는 사람의 모습을 한 높이 23.2cm, 폭 14.7cm, 밑 지름 9.2cm의 인물형 토기이다.
나팔모양의 받침 위에 직사각형의 편평한 판을 설치하고, 그 위에 말을 탄 무사를 올려 놓았다. 받침은 가야의 굽다리 접시(고배)와 동일한 형태로, 두 줄로 구멍이 뚫려 있다. 받침의 4모서리에는 손으로 빚어 깎아낸 말 다리가 있다.
말 몸에는 갑옷을 매우 사실적으로 묘사하였고, 말갈기는 직선으로 다듬어져 있다. 말 등에는 갑옷을 입고 무기를 잡고 있는 무사를 앉혀 놓았다. 무사는 머리에 투구를 쓰고 오른손에는 창을, 왼손에는 방패를 들고 있는데 표면에 무늬가 채워져 있다. 특히 아직까지 실물이 전하지 않는 방패를 사실적으로 표현하고 있어 주목된다. 무사의 등 뒤쪽에는 쌍 뿔모양의 잔을 세워놓았다.
이 기마인물형토기는 가야의 말갖춤(마구)과 무기의 연구에 귀중한 자료로 평가된다.

## 사진

## 같이 보기
- 도기 기마인물형 명기